# Todiramphus australasia
Todiramphus australasia là một loài chim trong họ Alcedinidae.